# Concordia (Colômbia)

Bandeira de Concordia.

Localização de Concordia, no departamento de Antioquia.

Concordia é uma cidade e município da Colômbia, no departamento de Antioquia. Dista 100 quilômetros de Medellín, a capital do departamento. O município possui uma superfície de 231 quilômetros quadrados e se localiza a dois mil metros acima do nível do mar.